# Madaras Elek
Madaras Elek (Székesfehérvár, 1831. július 12. – Nagyvárad, 1914. szeptember 19.) főreáliskolai tanár.

## Élete
Székesfehérváron született, ahol apja, Madaras Miklós székesegyházi karnagy és elemi iskolai tanító volt. Gimnáziumi tanulmányait ugyanott végezte 1847-ben; egyetemi előadásokat 1847-48-ban hallgatott. Apját  hatéves korában vesztette el, anyja pedig nem segélyezhette őt, ezért 1848-tól 1850-ig Székesfehérváron a képzőintézeti tanfolyamot végezte és fővárosi tanító lett; 1857-ben ezen állásáról lemondott és egyetemi tanulmányainak folytatása mellett a reáltanárjelöltek kétéves tanfolyamát is hallgatta. Itt nyert képesítésével 1859-ben a székesfehérvári községi reáliskolánál foglalt el tanszéket, ahol 1876-ig szolgált. Időközben az alreáliskolák főreáliskolákká alakultak, ezért Budapesten ő is megszerezte a főreáliskolai képesítést és átlépve az állami szolgálatba, 1876-ban Pancsovára az állami főreáliskolához, 1879-ben pedig Nagyváradra helyezték át.
Könyvismertetést írt az Országos Tanáregylet Közlönyébe (1871). Programmértekezése a pancsovai főreáliskola Értesítőjében (1878. és 1879. A jegeczek hővillamosságáról és az e téren történt észleletek főbb eredményeiről); a Nagyváradban és az Aradi Tanári Közlönyben két cikke van: Az egységes középiskoláról. Székesfejérvárt felolvasásokat és szabad előadásokat tartott a cosmikus physikából és a physiologiából (ezek az ottani helyi lapokban jelentek meg.)

## Munkái
- A növénytan elemei középtanodák számára. Írta  Mihálka Antal. A 3. bőv. kiadást teljesen átdolgozta. 85 fametszettel. Bpest, 1876.
- Az ásványtan elemei, középtanodai alosztályok számára. A harmadik bővített kiadást teljesen átdolgozta. 69 fametszettel. Uo. 1876.